# Эдвардс, Мартин
Чарльз Ма́ртин Э́двардс (англ. Charles Martin Edwards; родился 24 июля 1945 года) — экс-председатель футбольного клуба «Манчестер Юнайтед» с 1980 по 2002 годы. В настоящее время занимает пост почётного президента клуба.

## Биография

### Образование
Эдвардс родился в Адлингтоне, Чешир, Англия. В возрасте 13 лет он провалил вступительный экзамен в Стоувскую школу, куда его хотели устроить родители, и, вместо этого, пошёл в Коукторпскую школу.

### Манчестер Юнайтед
В марте 1970 года Мартин Эдвардс был избран в совет директоров «Манчестер Юнайтед». В марте 1980 года, после смерти 65-летнего Луиса Эдвардса, Мартин стал председателем клуба. После голосования, проведённого Футбольной ассоциацией, по итогам которого клубам разрешалось иметь только одного оплачиваемого директора, Эдвардс стал исполнительным директором «Юнайтед» и установил для себя ежегодную зарплату в размере £30 000.
В сезоне 1979/80, когда Эдвардс был председателем клуба, «Юнайтед» занял в чемпионате второе место, уступив первое «Ливерпулю», при этом не выигрывая чемпионство с 1967 года. По итогам сезона 1980/81 «Юнайтед» занял восьмое место в турнирной таблице чемпионата, выиграв семь матчей подряд в конце сезона. Главный тренер Дейв Секстон собирался подписать с клубом новый контракт сроком на три года, но этого так и не произошло, и Эдвардс уволил Секстона, который за четыре сезона не смог выиграть ни одного серьёзного трофея.
Эдвардс начал искать нового тренера. Ходили слухи о том, что он назначит Лоури Макменеми, главного тренера «Саутгемптона», обыгравшего «Юнайтед» в финале Кубка Англии 1976 года. Также, по слухам, «Юнайтед» интересовался Брайаном Клафом, выигравшим один чемпионский титул и два Кубка европейских чемпионов с «Ноттингем Форест», но Эдвардс категорически опроверг эти слухи. В итоге выбор пал на Рона Аткинсона, под руководством которого «Вест Бромвич Альбион» квалифицировался в Кубок УЕФА трижды в течение четырёх сезонов, а однажды достиг в нём четвертьфиналов. Аткинсон подписал контракт с «Манчестер Юнайтед», и, вскоре после его назначения на пост главного тренера, Эдвардс выделил Аткинсону 1,5 млн фунтов на трансфер Брайана Робсона, что стало рекордным трансфером для Англии. Этот трансферный рекорд был побит лишь спустя шесть лет, а Робсон стал одним из величайших игроков в истории «Юнайтед».
Под руководством Аткинсона «Юнайтед» дважды выигрывал Кубок Англии (в 1983 и 1985 годах), но в сезоне 1985/86, после начала чемпионата с 10 побед подряд, «Юнайтед» потерял форму и завершил чемпионат лишь на 4-м месте. В прессе начали появляться слухи об отставке Аткинсона и об интересе «Юнайтед» к главному тренеру «Абердина» Алексу Фергюсону. Летом 1986 года Эдвардс согласился продать Марка Хьюза в «Барселону» за 2,3 млн фунтов (рекордная сумма для британского клуба, хотя рекордный трансфер Робсона в 1981 году ещё не был побит другим британским клубом).
5 ноября 1986 года Эдвардс уволил Аткинсона (тогда «Юнайтед» занимал в турнирной таблице чемпионата вторую строчку с конца и вылетел из Кубка Футбольной лиги). На следующий день он назначил главным тренером клуба Алекса Фергюсона, который в будущем стал самым успешным тренером в истории английских футбольных клубов.
До перехода на работу в «Юнайтед» Эдвардс не очень интересовался футболом, предпочитая играть в регби по субботам, пока не получил травму, из-за которой прекратил свои выступления. Он пытался продать клуб Роберту Максвеллу в 1984 году и бизнесмену Майклу Найтону в 1989 году. Сделка 1989 года размером 10 млн фунтов сорвалась после того, как Найтон получил доступ к бухгалтерским счетам клуба и не смог собрать достаточно средств для оплаты этих счетов. Тем не менее, Найтон получил место в совете директоров «Юнайтед» (по слухам, это было компенсацией за сохранение в тайне информации, которую Найтон увидел в бухгалтерских книгах.)
После неудачных попыток продать клуб другие директора «Юнайтед» убедили Эдвардса разместить акции клуба на фондовой бирже. Это принесло серьёзный доход акционерам клуба, включая Эдвардса. Впоследствии поступали новые предложения о покупке клуба, в частности, от Руперта Мердока, причём Эдвардс, по сообщениям прессы, согласился продать свою долю в клубе за £98 млн. Постепенно Эдвардс продал свои акции, а в 2000 году покинул пост исполнительного директора клуба, назначив своим преемником на этой должности Питера Кеньона.
Деятельность Эдвардса на посту председателя клуба совпала с одним из самых успешных периодов в истории «Манчестер Юнайтед». Назначение главным тренером клуба Алекса Фергюсона стало поворотной точкой в истории «Юнайтед». В сезоне 1987/88 «Юнайтед» занял второе место в чемпионате (это был первый полный сезон Фергюсона в качестве главного тренера клуба), и примерно в это время Эдвардс выделил миллионы фунтов на усиление состава. В клуб вернулся Марк Хьюз, были куплены Брайан Макклер, Гари Паллистер, Пол Инс, Нил Уэбб и Дэнни Уоллес. В сезоне 1988/89 «Юнайтед» завершил чемпионат лишь на 11-м месте, что вызвало протест со стороны болельщиков, а в первой половине сезона 1989/90 «Юнайтед» выступал крайне неудачно, занимая к Рождеству 15-ю строчку в турнирной таблице чемпионата. Многие болельщики призывали к отставке Алекса Фергюсона. Однако Эдвардс встал на защиту Фергюсона и заявил, что возможность его отставки никогда даже не рассматривалась. Эдвардс выразил своё разочарование последними результатами команды, но заявил, что они были вызваны, в основном, серией травм ключевых игроков клуба, а также высоко оценил вклад Фергюсона в реорганизацию игры команды.
Правильность решения Эдвардса о сохранении Фергюсона на посту главного тренера оправдалось уже во второй половине сезона 1989/90, когда «Юнайтед» выиграл Кубок Англии, выиграв свой первый трофей за 5 лет. Ещё через год «Юнайтед» выиграл Кубок обладателей кубков. В 1992 году «Юнайтед» выиграл свой первый Кубок Футбольной лиги, а в сезоне 1992/93 клуб выиграл чемпионский титул после 26-летнего перерыва. В сезоне 1993/94 «Манчестер Юнайтед» выиграл «дубль»: Премьер-лигу и Кубок Англии. После неудачного сезона 1994/95 «Юнайтед» вновь выиграл «дубль» в сезоне 1995/96. Эдвардс выделял Фергюсону средства на приобретение футболистов: в 1993 году за £3,75 млн был куплен Рой Кин, а в 1995 году за £6 млн был подписан Энди Коул. Успех сопутствовал клубу и в дальнейшем: «Юнайтед» выиграл Премьер-лигу в сезоне 1996/97, а также сделал уникальный «требл» в 1999 году, выиграв Премьер-лигу, Кубок Англии и Лигу чемпионов. К концу декады Эдвардс выделил средства на приобретение первых двух футболистов стоимостью более 10 млн фунтов: защитника Япа Стама и нападающего Дуайта Йорка.
В сезоне 1998/99 Эдвардс принял предложение Руперта Мердока о продаже клуба за £623 млн, но на заключение сделки был наложен запрет Комиссией по монополиям и поглощениям.
Ирландские бизнесмены Джей Пи Макманус и Джон Магниер также делали серьёзное предложение о приобретении клуба. Несмотря на сложные отношения между Фергюсоном Эдвардсом, команда продолжала демонстрировать отличные результаты и выигрывать трофеи. В сезоне 1999/2000 «Юнайтед» выиграл Премьер-лигу с рекордным 18-очковым отрывом от второго места, а в следующем сезоне оформил третий чемпионский титул подряд.
Эдвардс выделил средства на приобретение в 2001 году голландского нападающего Руда ван Нистелроя и аргентинского полузащитника Хуана Себастьяна Верона. В 2002 году он был вынужден подать в отставку с поста председателя клуба, так как в прессе появились сообщения о том, что Эдвардс пользовался услугами проституток во время своей официальной командировки в Швейцарию. Тем не менее, даже после отставки с поста председателя клуба, Эдвардс продолжал представлять «Манчестер Юнайтед» на собраниях Футбольной ассоциации и УЕФА.
Мартин Эдвардс является почётным президентом «Манчестер Юнайтед» и входит в совет директоров клуба наряду с сэром Бобби Чарльтоном. В 2003 году Эдвардс продал 6,7 % акций инвестору Гарри Добсону.

## Обвинения

### Внебрачные связи
В прессе появлялись материалы о личной жизни Эдвардса, включая внебрачные связи. Также в газетах утверждалось, что он пользовался услугами проституток, находясь с деловыми визитами по клубным вопросам в Великобритании, Бразилии и Швейцарии.

### Инцидент с подглядыванием в туалете
Эдвардс получил предупреждение от полиции за инцидент, произошедший 17 августа 2002 года в отеле Mottram Hall неподалёку от Маклсфилда, Чешир. Женщина в возрасте старше 40 лет заявила, что Эдвардс вошёл в женский туалет и подглядывал за ней из-под одной из кабинок. Вскоре после того, как эти новости появились в прессе, Эдвардс вышел из состава совета директоров «Манчестер Юнайтед», а семь месяцев спустя снял с себя полномочия председателя клуба. После этого инцидента ряд других женщин выступили со свидетельствами, что они также сталкивались с подобным поведением Эдвардса в туалетах стадиона «Олд Траффорд».

### Неосторожное вождение
В 2005 году Эдвардсу были предъявлены обвинения в неосторожном вождении автомобиля, когда произошло лобовое столкновение неподалёку от Конви, Северный Уэльс. Эдвардс выехал с шоссе A55 неподалёку от гольф-клуба Конви, и поехал по правой (неправильной) стороне дороги. В письме к суду Эдвардс пояснил, что он думал, что дорога была с односторонним движением. Водитель другого автомобиля, Vauxhall Corsa, был тяжело ранен в столкновении с автомобилем Эдвардса, которым был Mercedes-Benz. Эдвардс был оштрафован на £500 плюс £45 на судебные расходы, а также получил пять пунктов штрафа на свою водительскую лицензию.